# Пригоди мулли
Пригоди мулли (азерб. Mollanın sərgüzəşti) — радянська короткометражна комедія 1960 року, знята на кіностудії «Азербайджанфільм».

## Сюжет
Фільм розповідає про пригоди мулли, який розглядає всі види злочинного шахрайства, які відбуваються під завісою релігії, що нав'язує незвичайний спосіб життя за рахунок віруючих.

## У ролях
- Мовсун Санані — Молла Фаталі
- Насіба Зейналова — Гюльшум
- Тораханим Зейналова — стара
- Алі Мансур — Алі кіши
- Римма Мамедова — дівчинка
- Алі Зейналов — водій
- Акбар Фарзуллаєв — епізод
- Ібрагім Азері — епізод

## Знімальна група
- Автори сценарію: Карамат Тагієв, Фарман Ейвазли
- Режисер-постановник: Т. Сасанпур
- Оператор-постановник: Тейюб Ахундов
- Художник-постановник: Джабраїл Азімов
- Звукооператор: Азіз Шейхов
- Оператор комбінованих зйомок: Володимир Збудський